# The Kitchen Tape
The Kitchen Tape es un demo de Weezer. Fue grabado el 1 de agosto de 1992, antes de que la banda firmada con Geffen Records. Aunque la banda había grabado algunos demos antes, este fue el intento más serio en ese entonces. Según Karl Koch, el webmaster e historiador de la banda, el propósito de la grabación era «conseguir shows y tratar de llamar la atención. Todavía no había aspiración de generar interés de las discográficas, pero el concepto de 'crear entusiasmo' estaba presente».
Los demos fueron grabados utilizando el cartucho de 8 pistas de Rivers Cuomo, en un garaje al lado de la Amherst House, el lugar donde Weezer ensayaba en ese entonces. La grabación lleva ese nombre, The Kitchen Tape («La grabació de la cocina») porque la batería fue grabada en una cocina debido a que ese era el único lugar donde la banda sentía que sonaba mejor.
Grabaciones pirata de este demo han circulado, sin embargo solo contienen cinco de las ocho canciones. Una de las canciones que no aparece «Undone - The Sweater Song», junto con otra que sí, «Only in Dreams», fueron incluidas oficialmente en la edición de lujo de The Blue Album, Dusty Gems and Raw Nuggets. La versión de «Say It Ain't So» y «The World Has Turned and Left Me Here» de The Kitchen Tape no han sido pirateadas o editadas oficialmente.

## Canciones
De las ocho canciones del demo, cinco fueron regrabadas para el álbum debut de la banda, Weezer (The Blue Album). En 2004, The Blue Album fue lanzado en una edición especial, la cual incluyó como bonus tracks las versiones de «Undone - The Sweater Song», «Paperface» y «Only in Dreams» del demo. «Thief, You've Taken All That Was Me» y «Let's Sew our Pants Together» no han sido editadas oficialmente.

## Lista de canciones
1. «Thief, You've Taken All That Was Me»
2. «My Name Is Jonas»[Nota 1]
3. «Let's Sew our Pants Together»
4. «Undone»[Nota 1][Nota 2]
5. «Paperface»[Nota 2]
6. «Say It Ain't So»[Nota 1]
7. «Only in Dreams»[Nota 1][Nota 2]
8. «The World Has Turned»[Nota 1]

1. 1 2 3 4 5  Más tarde regrabada para el álbum debut de la banda.
2. 1 2 3  Demo incluido en la edición de lujo de The Blue Album.

## Músicos
- Rivers Cuomo - voz, guitarra
- Matt Sharp - bajo, voz
- Jason Cropper - guitarra, voz
- Patrick Wilson - batería